# Oeverbescherming

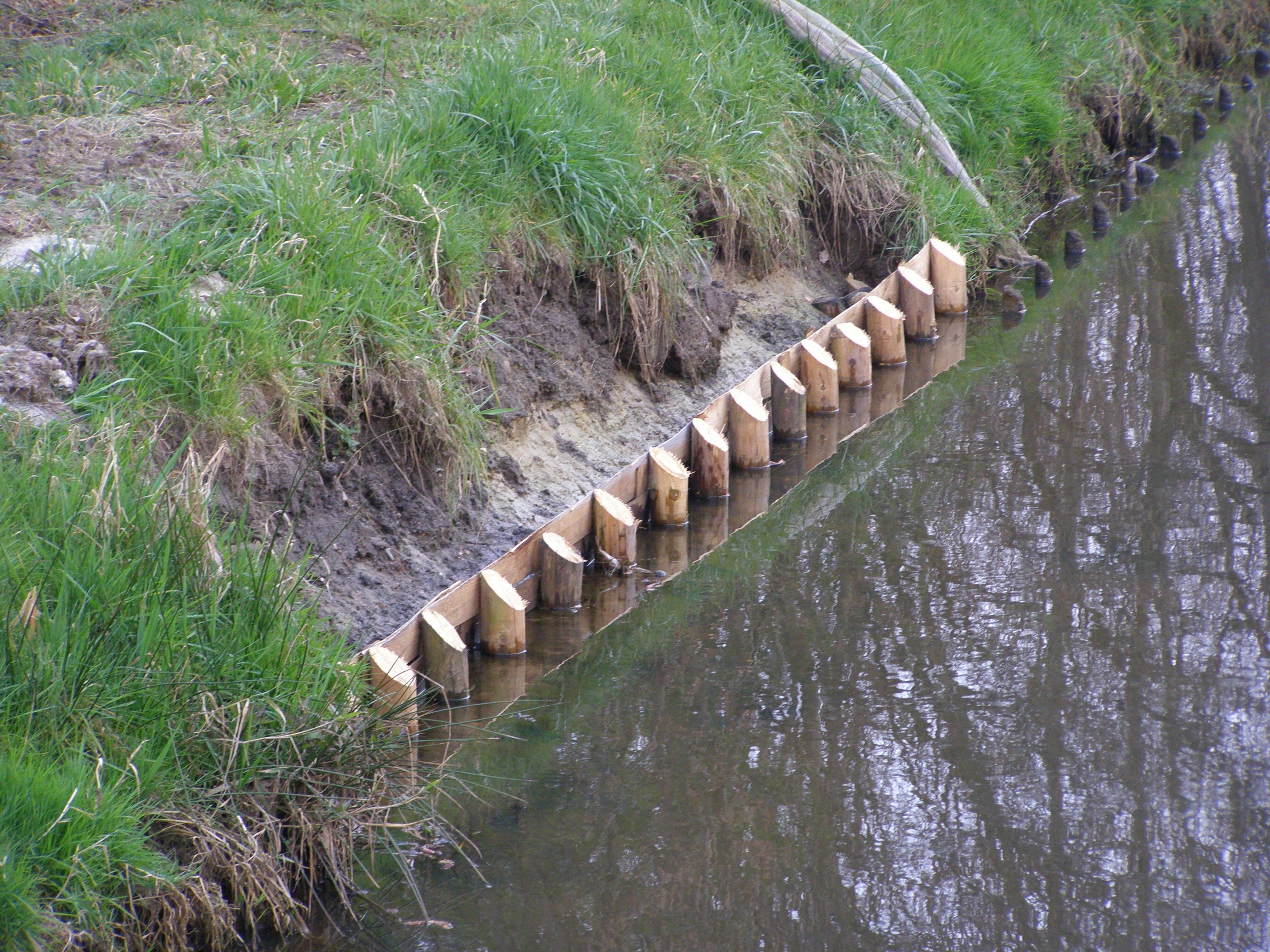
Houten beschoeiing

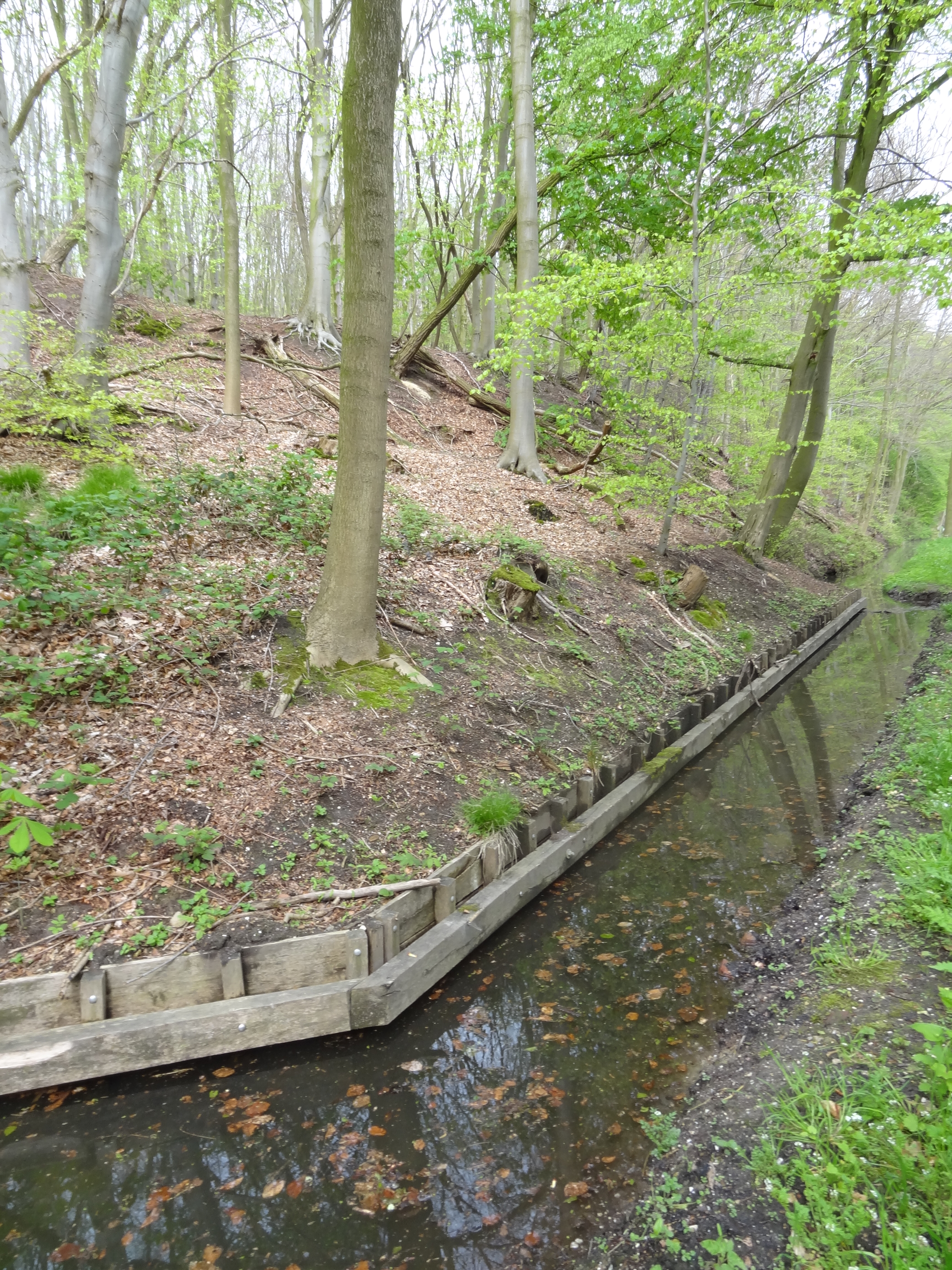
Oeverbescherming.

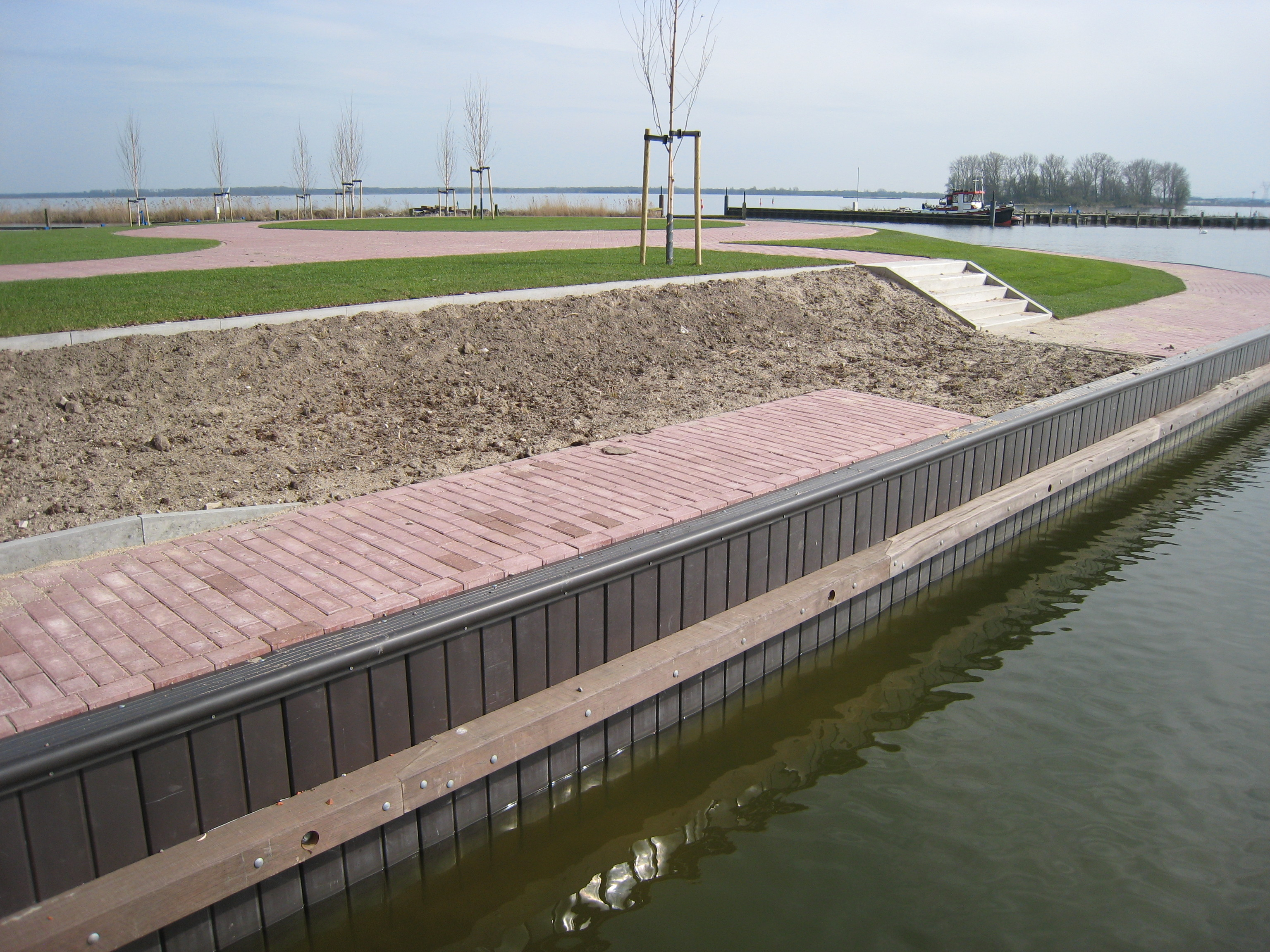
Kunststof beschoeiing

Oeverbescherming is het geheel van maatregelen om de oevers van binnenwateren, zoals rivieren, vijvers, sloten, jachthavens en kanalen te beschermen tegen erosie.
Oeverbescherming kan op meerdere wijzen geschieden, afhankelijk van de aard van het binnenwater, het aanwezig zijn van scheepvaart enzovoort. In het verleden was een oeverbescherming uitsluitend bedoeld om erosie tegen te gaan, maar sinds ongeveer 1990 probeert men ook de ecologische functie van een oever te bewaren (natuurvriendelijke oever).
Onder oeverbescherming wordt niet verstaan: zeeweringen, rivier- en binnendijken.

## Soorten Oeverbescherming
Er bestaan diverse systemen van oeverbescherming, waaronder:
- Het gebruik van damwanden, die gewoonlijk uit staal zijn vervaardigd.
- Het storten van natuursteen (waterbouwsteen) langs de oevers.
- Het gebruik van beschoeiingen uit hout, vlechtwerk, kunststof en dergelijke
- Het toepassen van geleidelijk aflopende oevers die versterkt worden door rietaanplant of iets soortgelijks.

Soms wordt een damwand aangebracht die iets vooruitgeschoven is ten aanzien van de eigenlijke oever, en die hier en daar openingen bevat. In de luwte tussen damwand en oever kan zich dan natuurlijke begroeiing ontwikkelen, terwijl de oever toch beschermd wordt. Dit gebeurt bijvoorbeeld bij kanalen.

## Bescherming met het oog op de scheepvaart
Scheepvaart geeft een hydraulische belasting op de oever, die daardoor zou kunnen eroderen. Deze belasting kan bestaan uit:
- Scheepsgolven
  - de primaire scheepsgolf (de boeg- en haalgolf)
  - de secundaire golven (Kelvinscheepsgolf)
- stroming door scheepvaart retourstroom
- schroefstraal

### Retourstroom
Als de stroomsnelheid bekend is, kan de benodigde grootte van de waterbouwsteen met de Izbash-formule berekend worden.
{\displaystyle \Delta d_{n50}=0,47{\frac {\left[u(1+3r)\right]^{2}}{2gK_{\alpha }}}}
waarin voor r een waarde van 0,2 wordt geadviseerd.
In deze formule is nog een correctiefactor Kα toegevoegd om het effect van de taludhelling in rekening te brengen:
{\displaystyle K_{\alpha }={\sqrt {1-{\frac {(\sin \alpha )^{2}}{(\sin \phi )^{2}}}}}}
waarin α de taludhelling is en φ de hoek van inwendige wrijving van de stenen (φ is in de orde van grootte van 40°).

### Primaire golven
De primaire golf, veroorzaakt door de spiegeldaling, is feitelijk één enkele golf, en kan daarom met een stabiliteitsformule berekend worden voor golven. Maar omdat een groot deel van de variabelen voor primaire golven vast ligt, kan deze formule zeer eenvoudig zijn. Het benodigde steengewicht hangt alleen af van de spiegeldaling, de relatieve dichtheid van de steen en de taludhelling.
{\displaystyle {\frac {z_{max}}{\Delta d_{n50}}}=1,8(\cot \alpha )^{0,33}}
Hierin is:
zmax = maximale spiegeldaling (squat)
Δ = relatieve steendichtheid (= (ρs - ρw )/ ρw)
dn50 mediane steengrootte
α = taludhelling

### Secundaire golven
De benodigde steengrootte voor de golfbelasting kan berekend worden met een aangepaste van der Meer-formule. Omdat Scheepsgolven niet Rayleigh-verdeeld zijn, moet i.p.v. de Hs de H gebruikt worden; de oever is ondoorlatend voor golven, dus P = 0,1; er zijn veel scheepspassages, dus N = 7000 en er mag niet veel schade zijn, dus S= 2.
Dit levert dan de volgende vereenvoudigde formule op:
{\displaystyle {\frac {H{\sqrt {\cos 55^{o}}}}{\Delta d_{n50}}}=c_{2nd}\xi ^{-0,5}}
Hierin is:
H= secundaire golfhoogte
Δ = relatieve steendichtheid (=(ρs - ρw) / ρw)
dn50 mediane steengrootte
α = taludhelling
ξ = Iribarrengetal
c2nd = 1,6 (cos α)0,33